# Ermetus
Ermetus is een monotypisch geslacht van spinnen uit de  familie van de Spinneneters (Mimetidae).

## Soort
- Ermetus inopinabilis Ponomarev, 2008